# Оријана (Илиноис)
Оријана (енгл. Oreana) град је у америчкој савезној држави Илиноис.

## Демографија
По попису из 2010. године број становника је 875, што је 17 (-1,9%) становника мање него 2000. године.
| Група             | 2000.       | 2010.       |
| Белци             | 880 (98,7%) | 844 (96,5%) |
| Афроамериканци    | 0 (0,0%)    | 8 (0,9%)    |
| Азијати           | 1 (0,1%)    | 3 (0,3%)    |
| Хиспаноамериканци | 4 (0,4%)    | 10 (1,1%)   |
| Укупно            | 892         | 875         |